# アナスタシウス3世 (ローマ教皇)
アナスタシウス3世（Anastasius III, ? - 913年8月）は、第120代ローマ教皇（在位：911年6月 - 913年8月）。

## 生涯
出身はローマ。911年4月に先代のセルギウス3世が死去したため、6月に教皇に選出された。在位2年2か月にして913年8月に死去した。